# Médecine prophétique
La médecine prophétique ( en arabe :  الطب النبوي, al-tib al-nabawi) est une forme de médecine islamique essentiellement basée sur les hadiths, c'est-à-dire les traditions attribuées à Mahomet. Ses conseils médicaux sont multiples, et concernent les maladies diverses, les traitements curatifs et l'hygiène tels que trouvés dans les hadiths. Les hadiths n'ayant aucune valeur historique selon les islamologues de tradition occidentale, le fait qu'ils soient attribués à Mahomet servirait, selon eux, à expliquer ces traditions,, qui sont encore suivies dans le monde musulman,. Son usage en France fait polémique. 
Il ne faut pas la confondre avec la médecine islamique du Moyen Âge, qui est une catégorie plus large, englobant une variété de pratiques médicales ancrées dans la philosophie naturelle grecque.

## Histoire

### Mise en place de la médecine prophétique
Les hadiths sur les questions d'hygiène et de médecine constituent le point de départ historique des écrits sur la médecine prophétique. Ces hadiths ont permis la transmission des pratiques médicales de l'époque préislamique.
Le genre de la «médecine prophétique» apparait au IXe siècle. Elle se veut une réponse à la médecine basée sur des systèmes grecs,. À cette époque, des spécialistes des hadiths tels qu'Ibn Abī Schaiba (mort en 849) et al-Bukhari (m. 870) compilèrent de tels hadiths dans des chapitres séparés de leurs collections de hadiths. Ces chapitres sont intitulés Kitāb aṭ-Ṭibb ("Livre de Médecine"),. En tête du chapitre d'al-Bukhārī, qui comprend un total de 56 sections, se trouve la citation attribuée à Mahomet, selon laquelle Dieu n'a révélé aucune maladie sans envoyer simultanément un remède pour elle. Cette parole prophétique constitue une sorte de devise pour la médecine prophétique, car elle vise à surmonter le scepticisme des cercles musulmans contre les traitements médicaux. Les auteurs de ce genre ne sont pas des médecins mais des figures religieuses.
Vers le milieu du Xe siècle, des érudits musulmans ont commencé à extraire les traditions possédant un contenu médical des grandes collections de hadiths et à les compiler dans des écrits séparés sous le titre «La médecine du prophète» (Ṭibb an-nabī). Pour Moisseron, un des premiers écrits de médecine prophétique serait celui, disparu, d'Abu Hassan 'Ali Ibn Mousa (770-818),. Pour Bummel, le plus ancien exemple connu est un ouvrage d'Ahmad ibn Muhammad Ibn as-Sunnī (mort en 974). Il a été considérablement augmenté quelques décennies plus tard par Abū Nuʿaim al-Isfahānī (st. 1038). Alors qu'Ibn al-Sunnī ne mentionne que trois hadiths sur chaque sujet, Abū Nuʿaim cite une quarantaine de traditions. Ces premiers textes sont de simples recueils de hadiths: les traditions y sont classées par thème, mais enchaînées sans commentaire.
Au début du XIVe siècle, deux disciples d' Ibn Taimīya, Shams ad-Dīn adh-Dhahabī (mort en 1348) et Ibn Qayyim al-Jawziyya (mort en 1350), ont écrit des ouvrages indépendants sur la médecine prophétique. Le livre d'adh-Dhahabī est divisé en trois parties : 1. ) Généralités médicales, qui englobe la théorie et la pratique, 2. ) Alimentation et médecine, 3. ) Traitement des maladies. Dans son introduction, celui-ci fait référence aux six collections canoniques de hadiths et explique les abréviations utilisées dans son travail. L'ouvrage d'Ibn Qayyim al-Jawziyya, qui constitue en fait la quatrième partie de son ouvrage en plusieurs volumes Zād al-maʿād fī hady ḫair al-ʿibād ("Les dispositions de voyage pour l'au-delà sous la direction du meilleur des hommes"), est composé de 277 sections très détaillées.
Ce corpus de textes n'a été pleinement constitué qu'au XIVe siècle, quand l'islam fut soucieux de réconcilier la Sunna (tradition prophétique) avec les enseignements de la théorie des humeurs, du médecin antique Claude Galien, qui prévalait à l'époque dans les institutions médicales du monde islamisé, et qui est aujourd'hui dépassée,. D'autres éléments provenant des "différentes traditions thérapeutiques propres à chaque région où s'est propagé l'islam" ont été intégrés à cette médecine. C'est à cette époque (XIIIe – XIVe siècle) que ce genre se popularise.

### Dans le monde perse
Des références à la médecine prophétique peuvent également être trouvées dans des ouvrages médicaux persans tels que le traité anatomique Tašrīḥ-i Manṣūrī de Mansūr ibn Ilyās, écrit en 1386,. Au début du XVIIIe siècle, Akbar Arzānī (m. vers. 1721), un médecin soufi indien, a créé une adaptation persane de l'œuvre d'as-Suyūtī avec le titre Talḫīṣ-i ṭibb-i nabawī («Épitomé de la médecine prophétique»). Cependant, il diffère considérablement du travail de base. Un texte particulièrement intéressant est celui de la seconde moitié du XVIIIe siècle et intitulé Muʿālaǧat-i Nabawī ("Guérison prophétique"), dans lequel l'auteur, un savant indien nommé Ghulām Imām, essaye d'harmoniser la médecine prophétique avec les enseignements ayurvédiques.

### Des acceptations diverses
Ibn Khaldūn a pris une position critique envers la «médecine prophétique». Dans sa célèbre Muqaddima, il a déclaré que cette forme de médecine était d'origine bédouine et qu'elle ne pouvait pas prétendre être religieusement contraignante car elle ne faisait pas partie de la révélation. Il a justifié cela par le fait que le prophète avait été envoyé par Dieu pour enseigner aux gens les dispositions de la loi religieuse, mais pas pour leur apprendre la médecine. Bien qu'il ait admis que les croyants pouvaient tirer un bénéfice spirituel (baraka) de la «médecine du prophète», cela n'avait rien à voir avec la médecine humorale (aṭ-ṭibb al-mīzāǧī), mais uniquement avec les effets de la foi.
Les traditions encouragent la recherche des remèdes, sans se contenter des enseignements prophétiques. La littérature de médecine prophétique occupe ainsi un rôle dans l'identité islamique, en raison de son rapport religieux aux sciences, à la nature et aux techniques médicales. Il y a eu des tensions concernant ces hadiths : sont-ils atemporels et universels comme les déclarations religieuses de Mahomet, ou sont-ils temporellement et culturellement situés, et donc non représentatifs d'un ensemble d'exactitudes médicales constantes ?

## Remèdes et méthodes de la médecine prophétique
La plupart des ouvrages sur la médecine prophétique contiennent une section alphabétique dans laquelle les différents aliments et remèdes sont répertoriés avec leurs bienfaits respectifs. Par exemple, boire du lait de chamelle et de l'urine de chamelle est recommandé comme remède contre l'hydropisie. Le miel occupe une place particulièrement importante parmi les remèdes prophétiques. Ibn Qaiyim al-Jawziyah explique que boire un mélange de miel et d'eau froide est l'un des meilleurs moyens de rester en bonne santé. En fonction des régions, les traitements peuvent varier, et la médecine prophétique a intégré des plantes et remèdes provenant des régions conquises. Dans certaines traditions locales, différentes plantes médicinales sont utilisées en complément des principes de purification et de bien-être. Par exemple, en Afrique de l’Ouest, les racines de vétiver (khamaré) sont employées pour leurs vertus purifiantes et thérapeutiques dans un cadre traditionnel. Leur parfum naturel est également apprécié, s'inscrivant dans l’importance accordée aux bonnes odeurs en Islam.

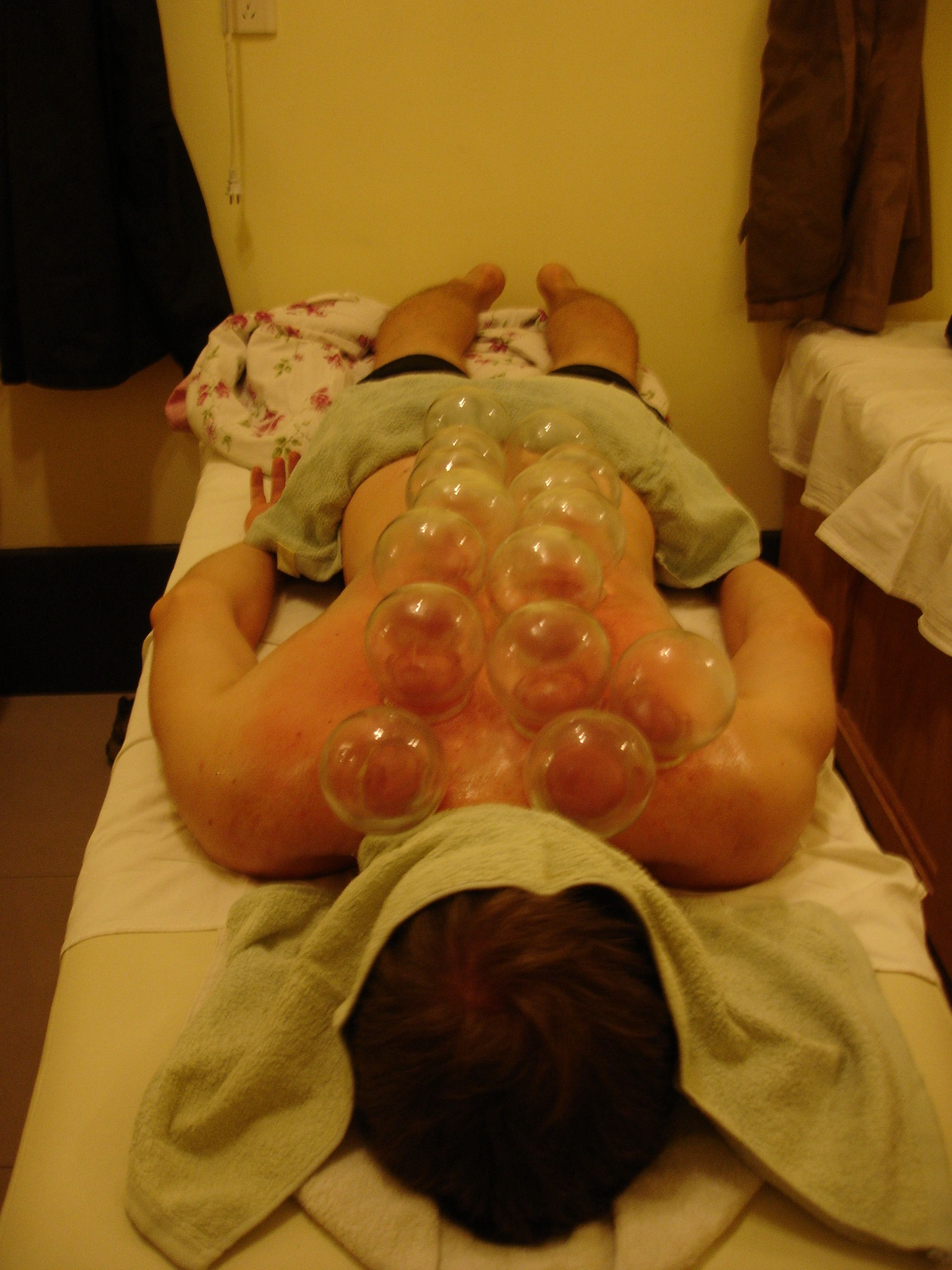
La ventouse (ḥiǧāma) est l'une des méthodes de la médecine prophétique.

En outre, diverses incantations (ruqā, sing. Ruqya) transmises par Mahomet, censées aider contre les maladies, sont répertoriées. La plupart de ces incantations contiennent de versets et sourates coraniques tels que la Fātiha et les sourates 113 et 114. L'idée de l'effet thérapeutique du Coran est basée sur le Coran lui-même, dans lequel il est dit : "Nous envoyons du Coran ce que la guérison (šifāʾ) et la miséricorde (raḥma) sont pour les croyants" (Sourate 17:82 ). De telles incantations avec des composants coraniques sont recommandées contre la maladie et la fièvre, pour éviter les conséquences négatives du mauvais œil  ainsi que contre les djinns, qui peuvent provoquer des états de possession.
Adh-Dhahabī recommande également une prière contre la rétention urinaire, qui présente des similitudes frappantes avec le Notre Père : «Notre Seigneur qui est au ciel, que ton nom soit sanctifié. Votre commandement est au ciel comme sur terre. Comme ta miséricorde est dans le ciel, qu'elle soit sur terre et pardonne-nous nos péchés et nos transgressions, car tu es le Seigneur des justes." . Une grande partie du matériau d'adh-Dhahabīs se retrouve sous une forme modifiée chez Ibn Qayyim al-Jawziyya, mais il s'appuie davantage sur des méthodes telles que la ventouse et la cautérisation ainsi que sur des moyens magiques tels que les talismans.

## Relation avec la médecine gréco-arabe
On insiste souvent sur le fait que la médecine prophétique est en contraste avec la médecine scientifique arabe, qui est basée sur la connaissance de la médecine grecque antique, mais ce contraste est moins prononcé qu'il n'y paraît à première vue, puisque les premiers textes sur la médecine prophétique sont basés dans leur structure sur des manuels contemporains de médecine gréco-arabe.
En outre, les auteurs tardifs d'ouvrages sur la médecine prophétique citent souvent des autorités anciennes telles qu'Hippocrate, Platon, Aristote, Pedanios Dioscurides et Galenus, ainsi que des médecins arabes tels que Rhazes, Avicenne, Ibn al-Baitār et ʿAbd al-Latīf al- Baghdādī. À de nombreuses reprises, les auteurs d'ouvrages sur la médecine prophétique rationalisent les conseils de santé transmis sous forme de hadith à l'aide de la pathologie humorale gréco-arabe. Cette tendance à la parallélisation entre les déclarations médicales religieuses et profanes est particulièrement évidente dans le travail de as-Suyūtīs, qui tout au long de son travail cite l’Épitomé d'Ibn an-Nafīs et le Canon d'Avicenne. Les amulettes et la magie ne jouent aucun rôle pour lui.
La proximité de la médecine gréco-arabe se manifeste par le fait que la doctrine des sept choses naturelles (umūr ṭabīʿīya / res naturales) et des six choses non naturelles (umūr laisat bi-ṭabīʿīya / res non naturales) qui dérive de la médecine galénique est fermement intégrée dans les œuvres de la médecine prophétique. Les sept choses naturelles comprennent 1. les quatre éléments (arkān), 2. les quatre humeurs ( aḫlāṭ ), 3. les neuf tempéraments (amziǧa), 4. les trois organes principaux (aʿḍāʾ) foie, cœur et cerveau, 5. les pouvoirs inhérents ( quwā ), 6. Pneumata (arwāḥ) et 7. les fonctions physiologiques (afʿāl). Les six choses non naturelles sont 1. Air, 2. Nourriture et boisson, 3. Mouvement et repos, 4. Dormir et se réveiller, 5. Excrétions corporelles et 6. Émotions. Tous ces principes sont traités, par exemple, par adh-Dhahabi dans le premier chapitre de son ouvrage. Dans sa présentation, il s'est probablement basé sur la structure du Masāʾil de Hunayn ibn Ishāq. Fait remarquable, le travail d'Adh-Dhahabī comprend également une section sur la musicothérapie.
En général, les auteurs d'ouvrages sur la médecine prophétique sont basés sur la médecine juive et grecque, mais ils utilisent également ces systèmes pour exprimer la position particulière de Mahomet parmi les créatures. Par exemple, adh-Dhahabī indique clairement que son Eukrasie, c.-à-d.  l'équilibre des humeurs, qui est responsable de la santé, est meilleure.
Le caractère islamique des travaux sur la médecine prophétique s'observe, par exemple, dans le fait que les aliments et les médicaments fabriqués à partir de substances considérées comme impures sont interdits, que le rôle de Dieu comme cause ultime de la santé et de la maladie est souligné, et que la théorie galénique de la création de l'homme à partir de quatre éléments (feu, eau, terre et air) est rejetée avec l'argument que, selon l'enseignement islamique, seul Satan est créé à partir du feu, alors que les humains le sont à partir de la terre.
Une particularité du travail d'Ibn Qaiyim al-Jawziya est la division des maladies en deux classes  : 1. ) «Maladie de cœur» ( maraḍ al-qalb ) et 2. ) «Maladie du corps» ( maraḍ al-badan ). Selon lui, la maladie du cœur est provoquée soit par le doute ( šakk ), soit par la convoitise ( šahwa ). Il fonde ce point de vue sur divers versets du Coran, dont qui évoquent des personnes dont le "cœur est malade" (par ex. Sourate 2:10; 24:50; 74:31).

## Pratiques actuelles
Ce genre de pratique connaît encore une popularité importante de nos jours et des ouvrages du XVIe siècle sont toujours édités.
La médecine prophétique, associée aux exorcismes roqya, est toujours pratiquée de nos jours, en particulier dans les milieux rigoristes et sous influence saoudienne. "Cette forme de la médecine occulte n'est pas encadrée et elle connaît un engouement ces dernières années.". C'est, entre autres, le cas des exorcismes violents présentés dans La médecine prophétique d'Ibn Qayyim, du XIVe siècle ("C'est ce courant qu'on retrouve aujourd'hui majoritairement en librairie"). Des pratiques comme la saignée, interdite en France, sont toujours pratiquées.
Elle a été évoquée en France en 2020 en lien avec les questions de séparatisme. "La Direction générale de la sécurité intérieure (DGSI) s'y intéresse de très près et que la Mission interministérielle de vigilance et de lutte contre les dérives sectaires (Miviludes) les pointe du doigt dans un rapport".

### Sources primaires
- Abu Nu`aym: Ṭibb an-nabī[50].
- A. Perron, La Médecine du Prophète (Alger, Paris 1860), trad. française de Al-Dhahabi: aṭ-Ṭibb an-nabawī.
- Ibn Qayyim al-Jawziyya: aṭ-Ṭibb an-nabawī. Ed. ʿAbd al-Ġanī ʿAbd al-Ḫāliq. Bairūt: Dār al-Kutub al-ʿIlmīya 1957[51].
- Al-Suyūtī: al-Manhaǧ as-sawī wa-l-manhal ar-rawī fī ṭ-ṭibb an-nabawī. Ed. Ḥasan, 1986.
- Muḥammad Ibn-ʿAlī Ibn Ṭūlūn: al-Manhal ar-rawī fi ṭ-ṭibb an-nabawī. Ed. Ḥāfiẓ ʿAzīz Bīk. Ar-Riyāḍ: Dār ʿĀlam al-Kutub, 1995.

### Sources secondaires
- Rainer Brömer, Nutzen und Nutzung der islamischen Medizingeschichte. In: Mamoun Fansa (de), Karen Aydin (Hrsg.): Ex oriente lux? Wege zur neuzeitlichen Wissenschaft. Begleitband zur Sonderausstellung [...] im Augusteum Oldenburg. Oldenburg 2009 (= Schriftenreihe des Landesmuseums für Natur und Mensch. Band 70), S. 202–211.
- Julia Bummel: Zeugung und pränatale Entwicklung des Menschen nach Schriften mittelalterlicher muslimischer Religionsgelehrter über die „Medizin des Propheten“. Hamburg 1999[52].
- Ghada Karmi, Al-Tibb al-nabawi: The Prophet's medicine in Richard Tapper, Keith McLachlan (ed.): Technology, Tradition and Survival: Aspects of Material Culture in the Middle East and Central Asia London 2003. p. 32–39.
- Andrew J. Newman, ‘Tashrih-e Mansuri’: Human Anatomy Between the Galenic and Prophetic Medical Traditions, in Z. Vesel, et al. (ed.): La Science dans le Monde Iranien à l'époque islamique. Tehran: Institut Francais de Recherche en Iran 1998. S. 253–71.
- Irmeli Perho, The Prophet's Medicine. A creation of the Muslim Traditionalist Scholars. Helsinki 1995.
- Peter E. Porman and Emilie Savage-Smith, Medieval Islamic Medicine. Edinburgh: Edinburgh University Press, 2007, p. 71–75.
- Ömer Recep, Die Prophetenmedizin bei Ibn as-Sunnī und Abū Nu'aim: unter besonderer Berücksichtigung der Kapitel über den Kopfschmerz, die Augen-, Nasen-, Zahnkrankheiten und die Hämorrhoiden. Marburg, Univ., Diss., 1969.
- Fabrizio Speziale, Soufisme, religion et médicine en Islam indien. Paris 2010. p. 193–204.
- Manfred Ullmann, Die Medizin im Islam. Leiden/Köln: E.J. Brill, 1970, S. 185–190.